# Josep Balma
Josep Balma (Perpinyà ?, segle xvii - Roma?, segle xviii -després del 1702-) va ser un religiós rossellonès.

## Biografia
Es doctorà en teologia i fou canonge d'Elna. El 1654 va ser elegit rector anual de la universitat de Perpinyà i, al mateix any, feu de visitador del deganat del Vallespir (mentre el bisbat d'Elna era vacant, situació que s'allargà de l'any 1643 al 1668). L'any 1657 el capítol catedralici l'envià a Roma per sol·licitar el nomenament d'un bisbe per a Elna. A la Ciutat Eterna feu la gestió, hi obtingué una renda i s'hi quedà de forma definitiva.
Balma fou amic dels felipons de l'oratori de Sant Felip Neri de Barcelona i s'escrigué amb Oleguer de Montserrat i Rufet (fundador el 1673 de l'oratori barceloní i bisbe d'Urgell del 1689 al 1694). De la relació amb aquest s'originà l'intercanvi epistolar que el rossellonès mantingué amb Josep Oriol, que hostatjà el 1678 quan aquest pelegrinà a Roma, i a qui també havia d'acollir en un nou viatge, frustrat, el 1698; el tracte només s'interrompé el 1702 per la mort del sant.